# Dayan Kodua

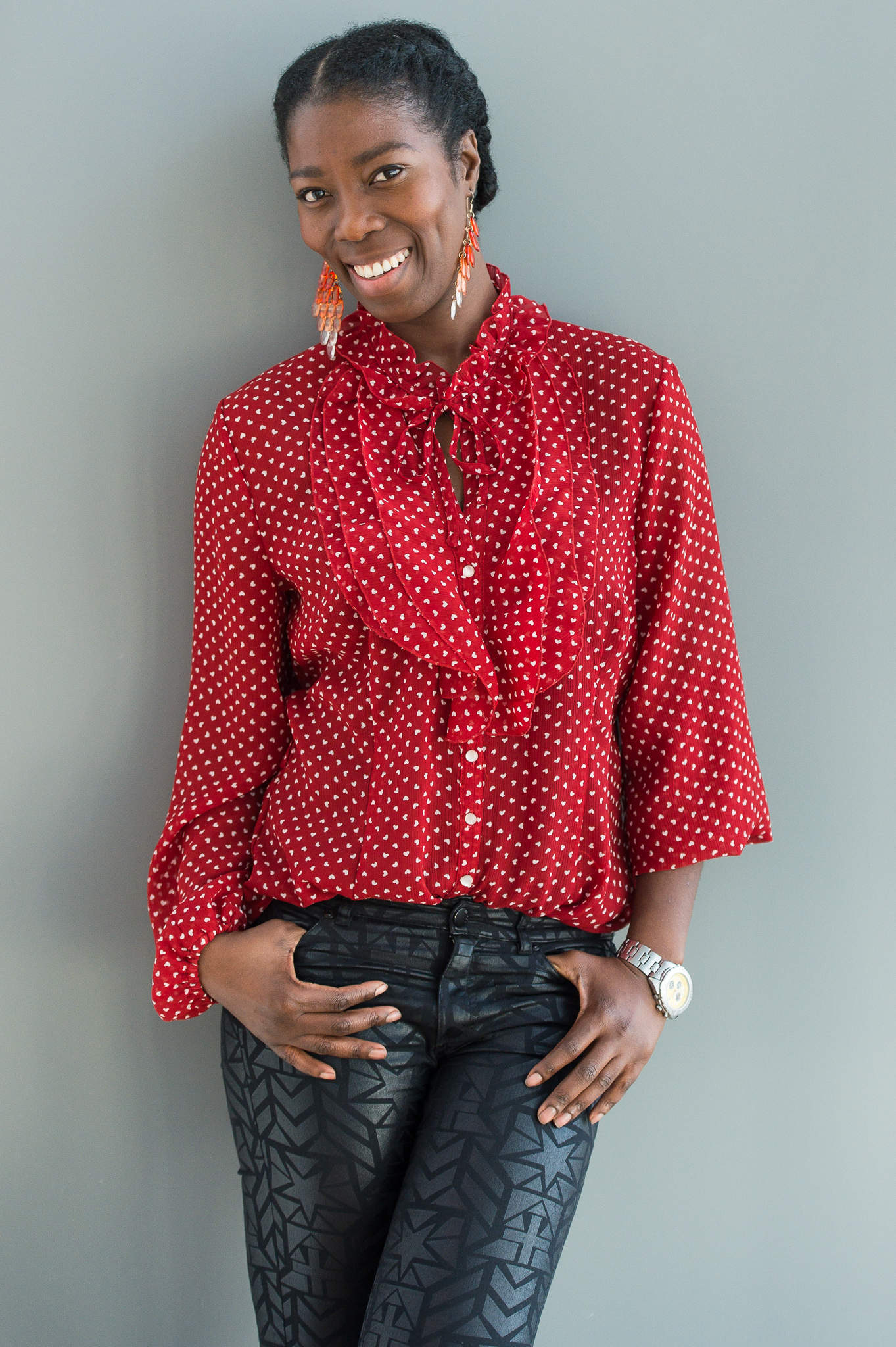
Dayan Kodua (2017)

Dayan Kodua (* 7. September 1980 in Ghana) ist eine deutsche Schauspielerin, Kinderbuchautorin, Sprecherin und Verlegerin.

## Leben
Kodua wurde in Ghana geboren. Als ihre Familie das Land verließ, war sie zehn Jahre alt. Kodua gehört zum Stamm der Ashanti (Krieger). Sie wuchs in Kiel auf. Deutsch wurde ihre zweite Muttersprache neben ihrer Akan-Sprache Twi, später lernte sie Englisch und Französisch. Als Teenager tanzte und sang sie unter anderem für Chris de Burgh, Sasha, Lou Bega, Haddaway und Right Said Fred.
Nach dem Abschluss als Wirtschaftsassistentin studierte Kodua Schauspiel in Berlin und Los Angeles. Sie modelt und wurde 2001 die erste und bislang einzige schwarze Miss Schleswig-Holstein. Buchungen für Thierry Mugler, Escada und Versace folgten. Anschließend begann sie ein Studium an der Coaching Company in Berlin. Danach wurde sie von 2004 bis 2008 bei Howard Fine, dem Theater of Arts und im Tasha Smith Studio in Los Angeles ausgebildet.
Neben ihrer Arbeit als Schauspielerin und Sprecherin ist es ihr ein Anliegen, People of Colour zu ermutigen und als Vorbilder sichtbarer zu machen. 2014 veröffentlichte sie deshalb den Bildband My Black Skin: Schwarz. Erfolgreich. Deutsch, rief dazu eine Wanderausstellung und Workshops ins Leben. Besonders wichtig ist es Kodua, Kinder auf ihre innere Stärke aufmerksam machen. Diesem Thema widmet sie sich in ihrem 2019 erschienenen Bilderbuch Odo. Sie arbeitet an der Fortsetzung ihres Bildbands, die im Herbst 2021 unter dem Titel My Black Skin: Heldenreise erscheinen soll. Mit dem 2019 gegründeten Gratitude Verlag möchte sie anderen Autorinnen und Autoren die Möglichkeiten geben, ihre „diversen“ Geschichten der Öffentlichkeit zu präsentieren.
In Amerika wirkte Kodua bei US-Produktionen wie Boston Legal, Passions und in den Kinofilmen Crank und Lords of the Underworld mit. Auch in Deutschland wird sie als Schauspielerin besetzt, unter anderem spielte sie 2003 bei Balko, 2008 bei Dr. Molly & Karl, 2009 bei Der Dicke und 2010 bei Unter Verdacht mit. 2011 übernahm sie neben Hannes Jaenicke und Anne Will eine Sprechrolle in dem Video-Game „AJABU – Das Vermächtnis der Ahnen“.
Kodua ist eine Anhängerin von Charity-Projekten. So arbeitete sie 2006 für die Michael Jordan Foundation auf dem Catwalk im House of Blues in Los Angeles mit Angie Stone und Snoop Dogg. Als ehrenamtliches Vorstandsmitglied engagiert sie sich beim Verein Licht für die Welt e. V. Deutschland.
Sie war auf dem Titelbild der ersten Ausgabe von African Heritage in Europa zu sehen. 2005 wurde sie als Kulturbotschafterin für den afrikanischen Kontinent in Deutschland ausgezeichnet.
2019 hatte Kodua drei Premieren: Sie debütierte im Hamburger Sprechwerk mit dem Ein-Frau-Theaterstück Hallo Ella, spielte im Kieler Opernhaus die stumme Titelfigur Fenella in der Oper Die Stumme von Portici und veröffentlichte im November 2019 mit dem deutschen Schriftsteller Jando ihr erstes Kinderbuch Odo. 2021 folgte Odo und der Beginn einer großen Reise. Ende 2022 ist ihr drittes Kinderbuch „Wenn meine Haare sprechen könnten“ über Gratitude Verlag erschienen.
Kodua lebt mit ihrer Familie in Hamburg.

## Filmografie (Auswahl)

### Fernsehen
- 2002: Wenn zwei sich trauen
- 2003: Wahnsinnsweiber
- 2003: Hai-Alarm auf Mallorca
- 2003: Balko – Tod eines Fahrlehrers
- 2008: Aktenzeichen XY … ungelöst
- 2008: Dr. Molly & Karl – Sein Kampf
- 2009: Der Dicke – Hinter verschlossenen Türen
- 2010: Unter Verdacht – Die elegante Lösung
- 2011: Die Pfefferkörner – Versklavt
- 2015: Männer! Alles auf Anfang – Männerwirtschaft
- 2016 – 2019: Phoenixsee (12 Folgen)
- 2016: Eltern allein zu Haus – Die Winters
- 2017: Tatort – Am Ende geht man nackt
- 2020: Die Pfefferkörner – Der Thron der Ashanti
- 2022: Nächste Ausfahrt Glück – Der richtige Vater
- 2023: Nächste Ausfahrt Glück – Familienbesuch
- 2023: Nächste Ausfahrt Glück – Katharinas Entscheidung
- 2023: Die Spur der Bilder
- 2024: Tod in Mombasa
- 2024: Der Geier – Die Tote mit dem falschen Leben

### Kino
- 2004: The Stoning
- 2005: Lords of the Underworlds
- 2006: In other Words (Kurzfilm)
- 2006: Crank
- 2008: Fleisch ist mein Gemüse
- 2012: Die elegante Lösung
- 2012: Slave
- 2016: T.H.U.G: True Hustler Under God
- 2018: Salida Mallorca

### Hochschul- und Kurzfilme
- 2009: Fremdenzimmer
- 2009: Peripheres Verlangen
- 2010: Wenn Bäume Puppen tragen
- 2019: Mein Schulweg des Lebens
- 2021: Dreamland
- 2022: I Was Never Really Here

### Theater
- 2007: Diverting Devotion
- 2007: Barefoot in the Park
- 2013: Mephisto
- 2019: Die Stumme von Portici
- 2019: Hallo Ella[7]

### Hörspiel
Im Jahr 2025 übernahm Kodua eine Sprechrolle in der zehnteiligen Hörspielserie ‘‘Die Erschöpften’’, einer Koproduktion von NDR und Deutschlandfunk. Die satirische Dystopie von Oliver Sturm spielt in einer nahen Zukunft, in der Menschen vor Urlaubsantritt ihre „Urlaubsfähigkeit“ ärztlich bescheinigen lassen müssen. Kodua sprach die Rolle der Abeni, einer Mitpatientin in der sogenannten „Pre-Holiday-Klinik“ Haus Müßiggang. Die Serie wurde ab dem 28. April 2025 in der ARD Audiothek veröffentlicht und vom 3. bis 31. Mai 2025 auf NDR Kultur gesendet.
- 2020: Head Money (Rolle Abebe Enyasi) – Audible
- 2019: Head Money (Rolle Abebe Enyasi) – Audible
- 2018: Radio Tatort-Projekt Paradies[10]
- 2017: Der Zaun von Melilla bei SWR2[11]

## Sonstiges
- 2008: Ajabu (Computerspiel) – Stimme für fünf verschiedene Figuren.
- 2008: CAINE 09 – Kartaan (Hörspiel) – Stimme Djamilla und Schwester Bagozi
- 2013: Talk-Gast bei DAS! Rote Sofa
- 2013: Talk-Gast bei der NDR Talk Show
- 2014: Initiatorin und Herausgeberin: My Black Skin: Schwarz. Erfolgreich. Deutsch. Seltmann und Söhne Verlag, ISBN 978-3-9820768-1-2
- 2018: Solostück Hallo Ella. Produzentin und Schauspielerin (Hamburger Sprechwerk)
- 2019 und 2020 Hörspiel „Head Money“. Rolle: Abebe Enyasi. Lausch Media
- 2019: Kinderbuch-Veröffentlichung Odo (Autorin und Verlegerin), ISBN 978-3-9820768-0-5
- 2019: Gründung des Gratitude Verlags, Hamburg[12]
- Bookmarks: Synchronstimme von Jill Scott auf Netflix
- 2020: Moderation der Verleihung der „Deutschen Akademie für Fernsehen“ mit ChrisTine Urspruch
- Mai 2021: Kinderbuch-Veröffentlichung Odo und der Beginn einer großen Reise, ISBN 978-3-9820768-3-6